# Art Aragon
Art Aragón (13 de noviembre de 1927-25 de marzo de 2008), apodado "Golden Boy", fue un boxeador profesional de peso ligero de Nuevo México, Estados Unidos.

## Biografía
Era nativo de Belén, Nuevo México, pero se crio en el Este de Los Ángeles. Estuvo casado cuatro veces, y fue románticamente vinculada a Marilyn Monroe, Jayne Mansfield y otras starlets de Hollywood. Él tenía seis hijos reconocidos.

## Carrera profesional
Su primer combate fue en mayo de 1944, contra Rene Frenchy en el Auditorio Olímpico en Los Angeles. Aragón ganó su primer once peleas antes de caer a una decisión Bert Blanca en octubre de 1944. con el tiempo se enfrentan a muchos de los grandes nombres de su época, entre ellos Tommy Campbell, Jesse Flores, RedTop Davis, Jimmy Carter y Carmen Basilio, Aragón también celebró victorias sobre los hombres, tales como Enrique Bolaños, Johnny Gonsalves, Lauro Salas, Don Jordania, Danny Giovanelli y Chico Vejar. Aragón se jubiló en 1960 con una carrera récord de 90 victorias (61 por nocaut), 20 pérdidas, y 6 empates. Antes de su carrera terminó, Aragón fue acosado por acusaciones de conspirar para fijar los combates en su favor, incluyendo una condena en California, en febrero de 1957. Denuncias similares fueron hechas por otros boxeadores, pero después nunca fueron fundamentadas.